# Meibomska körtlarna

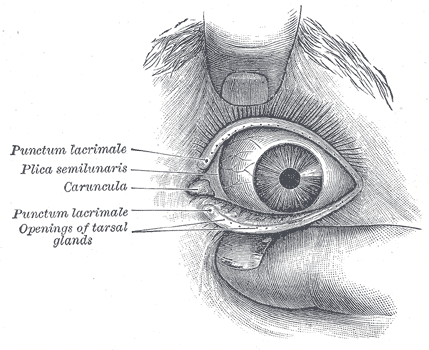
Teckning på engelska, Meibomska körtlarna är märkt med openings of tarsal glands.

Meibomska körtlarna är uppkallade efter sin upptäckare, Heinrich Meibom d.y., en läkare i tyska Helmstedt som publicerade sin upptäckt 1666. Det är flera små, fettavsöndrande körtlar, ordnade i ett lager i ögonlockens fasta skivor ("ögonbrosken", tarsi). De utmynnar på ögonlockskanterna i en rad små öppningar.